# Érick Aguirre
Érick Germain Aguirre Tafolla (La Ruana, 23 febbraio 1997) è un calciatore messicano, difensore del Monterrey.

## Carriera

### Club
Ha vestito le maglie del Morelia e del Pachuca.

### Nazionale
Ha partecipato ai Mondiali Under-20 del 2015.
È stato convocato per le Olimpiadi nel 2016 e nel 2020, anno in cui ha anche vinto una medaglia di bronzo.

## Statistiche

### Presenze e reti nei club
Statistiche aggiornate al 16 dicembre 2024.
| Stagione                | Squadra                 | Campionato              | Campionato | Campionato | Coppe nazionali | Coppe nazionali | Coppe nazionali | Coppe continentali | Coppe continentali | Coppe continentali | Altre coppe | Altre coppe | Altre coppe | Totale | Totale |
| Stagione                | Squadra                 | Comp                    | Pres       | Reti       | Comp            | Pres            | Reti            | Comp               | Pres               | Reti               | Comp        | Pres        | Reti        | Pres   | Reti   |
| ----------------------- | ----------------------- | ----------------------- | ---------- | ---------- | --------------- | --------------- | --------------- | ------------------ | ------------------ | ------------------ | ----------- | ----------- | ----------- | ------ | ------ |
| 2014-2015               | Atlético Morelia        | PD                      | 17         | 2          | CM              | 4               | 2               | CL                 | 0                  | 0                  | -           | -           | -           | 21     | 4      |
| 2015-2016               | Atlético Morelia        | PD                      | 19+1       | 0          | CM              | 3               | 0               | -                  | -                  | -                  | SM          | 0           | 0           | 23     | 0      |
| Totale Atlético Morelia | Totale Atlético Morelia | Totale Atlético Morelia | 36+1       | 2+0        |                 | 7               | 2               |                    | 0                  | 0                  |             | 0           | 0           | 44     | 4      |
| 2016-2017               | Pachuca                 | PD                      | 25         | 0          | CM              | 0               | 0               | CCL                | 8                  | 1                  | CC          | 0           | 0           | 33     | 1      |
| 2017-2018               | Pachuca                 | PD                      | 26         | 2          | CM              | 4               | 0               | -                  | -                  | -                  | CC          | 3           | 0           | 33     | 2      |
| 2018-2019               | Pachuca                 | PD                      | 26+2       | 0          | CM              | 6               | 0               | -                  | -                  | -                  | -           | -           | -           | 34     | 0      |
| 2019-2020               | Pachuca                 | PD                      | 27         | 1          | CM              | 4               | 0               | -                  | -                  | -                  | -           | -           | -           | 31     | 1      |
| 2020-2021               | Pachuca                 | PD                      | 28+8       | 2+1        | -               | -               | -               | -                  | -                  | -                  | -           | -           | -           | 36     | 3      |
| Totale Pachuca          | Totale Pachuca          | Totale Pachuca          | 132+10     | 5+1        |                 | 14              | 0               |                    | 8                  | 1                  |             | 3           | 0           | 167    | 7      |
| set.-dic. 2021          | Monterrey               | -                       | -          | -          | -               | -               | -               | CCL                | 1                  | 0                  | -           | -           | -           | 1      | 0      |
| 2021-2022               | Monterrey               | PD                      | 22+4       | 1+0        | -               | -               | -               | -                  | -                  | -                  | CC          | 2           | 0           | 28     | 1      |
| 2022-2023               | Monterrey               | PD                      | 22+7       | 1+0        | -               | -               | -               | -                  | -                  | -                  | -           | -           | -           | 29     | 1      |
| 2023-2024               | Monterrey               | PD                      | 20         | 0          | -               | -               | -               | -                  | -                  | -                  | LC          | 5           | 0           | 25     | 0      |
| 2024-2025               | Monterrey               | PD                      | 7+6        | 0          | -               | -               | -               | CCL                | 4                  | 0                  | LC          | 2           | 0           | 19     | 0      |
| Totale Monterrey        | Totale Monterrey        | Totale Monterrey        | 71+17      | 2+0        |                 | -               | -               |                    | 5                  | 0                  |             | 9           | 0           | 102    | 2      |
| Totale carriera         | Totale carriera         | Totale carriera         | 239+28     | 9+1        |                 | 21              | 2               |                    | 13                 | 1                  |             | 12          | 0           | 313    | 13     |

### Cronologia presenze e reti in nazionale
| Cronologia completa delle presenze e delle reti in nazionale ― Messico | Cronologia completa delle presenze e delle reti in nazionale ― Messico | Cronologia completa delle presenze e delle reti in nazionale ― Messico | Cronologia completa delle presenze e delle reti in nazionale ― Messico | Cronologia completa delle presenze e delle reti in nazionale ― Messico | Cronologia completa delle presenze e delle reti in nazionale ― Messico | Cronologia completa delle presenze e delle reti in nazionale ― Messico | Cronologia completa delle presenze e delle reti in nazionale ― Messico |
| Data                                                                   | Città                                                                  | In casa                                                                | Risultato                                                              | Ospiti                                                                 | Competizione                                                           | Reti                                                                   | Note                                                                   |
| ---------------------------------------------------------------------- | ---------------------------------------------------------------------- | ---------------------------------------------------------------------- | ---------------------------------------------------------------------- | ---------------------------------------------------------------------- | ---------------------------------------------------------------------- | ---------------------------------------------------------------------- | ---------------------------------------------------------------------- |
| 11-9-2018                                                              | Nashville                                                              | Stati Uniti                                                            | 1 – 0                                                                  | Messico                                                                | Amichevole                                                             | -                                                                      |                                                                        |
| 12-10-2018                                                             | San Nicolás de los Garza                                               | Messico                                                                | 3 – 2                                                                  | Cile                                                                   | Amichevole                                                             | -                                                                      |                                                                        |
| 16-10-2018                                                             | Santiago de Querétaro                                                  | Messico                                                                | 0 – 1                                                                  | Cile                                                                   | Amichevole                                                             | -                                                                      | 62’                                                                    |
| 21-11-2018                                                             | Mendoza                                                                | Argentina                                                              | 2 – 0                                                                  | Messico                                                                | Amichevole                                                             | -                                                                      |                                                                        |
| 3-10-2019                                                              | Toluca                                                                 | Messico                                                                | 2 – 0                                                                  | Trinidad e Tobago                                                      | Amichevole                                                             | -                                                                      |                                                                        |
| 12-10-2019                                                             | Hamilton                                                               | Bermuda                                                                | 1 – 5                                                                  | Messico                                                                | CONCACAF Nations League 2019-2020 - 1º turno                           | -                                                                      | 63’                                                                    |
| 16-10-2019                                                             | Città del Messico                                                      | Messico                                                                | 3 – 1                                                                  | Panama                                                                 | CONCACAF Nations League 2019-2020 - 1º turno                           | -                                                                      | 62’                                                                    |
| 20-11-2019                                                             | Toluca                                                                 | Messico                                                                | 2 – 1                                                                  | Bermuda                                                                | CONCACAF Nations League 2019-2020 - 2º turno                           | -                                                                      | 62’                                                                    |
| 1-7-2021                                                               | Nashville                                                              | Messico                                                                | 3 – 0                                                                  | Panama                                                                 | Amichevole                                                             | -                                                                      |                                                                        |
| 8-12-2021                                                              | Austin                                                                 | Messico                                                                | 1 – 2                                                                  | Cile                                                                   | Amichevole                                                             | -                                                                      | cap.                                                                   |
| 27-4-2022                                                              | Orlando                                                                | Messico                                                                | 0 – 0                                                                  | Guatemala                                                              | Amichevole                                                             | -                                                                      | 82’                                                                    |
| 28-5-2022                                                              | Arlington                                                              | Messico                                                                | 2 – 1                                                                  | Nigeria                                                                | Amichevole                                                             | -                                                                      |                                                                        |
| 12-6-2022                                                              | Torreón                                                                | Messico                                                                | 3 – 0                                                                  | Suriname                                                               | CONCACAF Nations League 2022-2023 - 1º turno                           | -                                                                      |                                                                        |
| 21-3-2024                                                              | Arlington                                                              | Panama                                                                 | 0 – 3                                                                  | Messico                                                                | CONCACAF Nations League 2023-2024 - Semifinale                         | -                                                                      | 59’                                                                    |
| Totale                                                                 |                                                                        | Presenze                                                               | 14                                                                     |                                                                        | Reti                                                                   | 0                                                                      |                                                                        |

## Palmarès

### Club
- CONCACAF Champions' Cup: 2

Pachuca: 2016-2017
Monterrey: 2021

### Nazionale
- Bronzo olimpico: 1

Tokyo 2020